# Élodie Schmitt
Pour les articles homonymes, voir Schmitt.
Élodie Schmitt, née le 1er juin 1992, est une nageuse française.

## Carrière
Aux Championnats d'Europe juniors de natation 2007 à Anvers, Élodie Schmitt est médaillée d'argent du 50 mètres nage libre. Elle est ensuite médaillée d'or du 50 mètres nage libre aux Championnats du monde juniors de natation 2008 à Monterrey.
Elle remporte aux Championnats d'Europe juniors de natation 2008 à Belgrade la médaille d'or du 4 × 100 mètres nage libre et la médaille d'argent du 50 mètres nage libre.